# Carlos Muela
Carlos Muela, vollständiger Name Carlos Leonardo Muela Viera, (* 22. Juni 1991 in Montevideo) ist ein uruguayischer Fußballspieler.

## Karriere
Der 1,87 Meter große Mittelfeldakteur Muela spielte in der Spielzeit 2012/13 für den uruguayischen Erstligisten Club Atlético Bella Vista. In jener Saison lief er fünfmal in der Primera División auf. Ein Tor erzielte er nicht. Im August 2013 wechselte er innerhalb der Liga zum Racing Club. Dort absolvierte er in der Spielzeit 2013/14 ein Erstligaspiel (kein Tor). In der Saison 2014/15 wurde er zweimal (kein Tor) in der höchsten uruguayischen Spielklasse eingesetzt. Während der Spielzeit 2015/16 weist die Statistik einen torlosen Ligaeinsatz für ihn aus. Anfang Februar 2016 wurde er an den Zweitligisten Villa Española ausgeliehen. Dort wurde er in der Clausura 2016 zehnmal (kein Tor) in der Liga eingesetzt.